# Dinamo Durrës
KS Dinamo Durrës – albański klub piłkarski, mający siedzibę w mieście Durrës, na zachodzie kraju.

## Historia
Chronologia nazw:
- 1947: KS Dinamo Durrës
- 1958: klub rozwiązano

Klub sportowy KS Dinamo został założony w miejscowości Durrës w 1947 roku. W okresie rządów Envera Hodży zostały utworzone kluby na wzór radziecki (Dinamo, Spartaku, Puna - pol. praca). Dinamo z Durrës był jednym z kilku klubów resortowych ministerstwa spraw wewnętrznych. W 1951 zespół startował w rozgrywkach w Kategoria e Dytë. W 1953 debiutował w Kategoria e Parë, zajmując przedostatnie 9.miejsce. W następnym sezonie 1954 awansował na 8.lokatę. W 1955 uplasował się na 6.pozycji. Jednak Towarzystwo Sportowe Dinamo postanowiło odwołać z mistrzostw wszystkie inne drużyny, oprócz Dinamo Tirana, wzmacniając tym samym stoleczny klub. Dlatego w następnym sezonie klub nie brał udziału w mistrzostwach (w którym zwyciężyło Dinamo Tirana), a w 1958 razem z innymi klubami Dinamo został rozwiązany.

## Barwy klubowe, strój
| Biały | Niebieski |

Klub ma barwy biało-niebieskie.

## Sukcesy

### Trofea międzynarodowe
Nie uczestniczył w rozgrywkach europejskich (stan na 31-05-2019).

### Trofea krajowe
| \| \| Zdobyte trofea w rozgrywkach Albanii (stan na: 31-05-2019) \| |                                                            |      |          |
| Rozgrywki                                                           | Osiągnięcie                                                | Razy | Sezon(y) |
| Mistrzostwo                                                         | I miejsce                                                  | 0    |          |
| Mistrzostwo                                                         | II miejsce                                                 | 0    |          |
| Mistrzostwo                                                         | III miejsce                                                | 0    |          |
| Mistrzostwo                                                         | 6.miejsce                                                  | 1    | 1955     |
| Puchar                                                              | zdobywca                                                   | 0    |          |
| Puchar                                                              | finalista                                                  | 0    |          |
| Puchar                                                              | ćwierćfinalista                                            |      | 1954     |
| II liga                                                             | I miejsce                                                  | 0    |          |
| II liga                                                             | II miejsce                                                 | 0    |          |
| II liga                                                             | III miejsce                                                | ?    |          |
| Albania                                                             | Zdobyte trofea w rozgrywkach Albanii (stan na: 31-05-2019) |      |          |

## Poszczególne sezony

### Rozgrywki międzynarodowe

#### Europejskie puchary
Nie uczestniczył w rozgrywkach europejskich.

### Rozgrywki krajowe
| \| Albania \| Bilans występów klubu w rozgrywkach piłkarskich Albanii (Stan na 31 maja 2019 r.) \| \| |                                                                                   |        |       |   |   |   |    |    |     |           |        |        |      |
| Poziom                                                                                                | Rozgrywki                                                                         | Sezony | Mecze | Z | R | P | B+ | B– | Pkt | Lata      | Awanse | Spadki | Naj. |
| I | Kategoria e Parë                                                                  | 3      |       |   |   |   |    |    |     | 1953–1955 | 0      | 0      | 4    |
| II | Kategoria e Dytë                                                                  | 1      |       |   |   |   |    |    |     | 1951      | 1      | 0      | 2    |
| | Puchar Albanii                                                                    | 4      |       |   |   |   |    |    |     | 1951–1954 | 0      | 0      | 1/4  |
| Albania                                                                                               | Bilans występów klubu w rozgrywkach piłkarskich Albanii (Stan na 31 maja 2019 r.) |        |       |   |   |   |    |    |     |           |        |        |      |

## Struktura klubu

### Stadion
Klub piłkarski rozgrywa swoje mecze domowe na stadionie Dinamo w Durrës, który może pomieścić 1000 widzów.

## Kibice i rywalizacja z innymi klubami

### Rywalizacja
Największymi rywalami klubu są inne zespoły z miasta oraz okolic.

### Derby
- Teuta Durrës